# Prosaurolophus blackfeetensis
Prosaurolophus blackfeetensis es una especie del género extinto Prosaurolophus ("primera cresta") de dinosaurio ornitópodo hadrosáurido, que vivió a finales del período Cretácico, hace aproximadamente 75 millones de años, en el Campaniense, en lo que hoy es Norteamérica.
Siendo la segunda especie del género, P. blackfeetensis, está basada en un espécimen del Museo de las Rocosas, MOR 454, que fue descrito Jack Horner. Este espécimen, y los restos de otros tres individuos, fueron encontrados en el Condado Glacier de Montana. En este caso, los fósiles fueron encontrados en un lecho de huesos de Prosaurolophus, que indica que los animales vivieron juntos por lo menos un cierto tiempo. El lecho se interpreta como reflejo de un grupo de animales que se juntaron cerca de una fuente de agua durante una sequía. Aunque muchas especies de hadrosáuridos se han consolidado, esta especie es considerada como válida en la revisiones más recientes. Horner diferenciaba las dos especies por los detalles de la cresta. Interpretó que P. blackfeetensis tiene una cara más alta y empinada que P. maximus, con la cresta migrando hacia atrás, hacia los ojos, durante el crecimiento. Estudios más recientes han considerado las diferencias como insuficientes para sustentar dos especies.